# آلفردو سولف مورو
آلفردو سولف مورو (به اسپانیایی: Alfredo Solf y Muro) (زاده ۱۵ مارس ۱۸۷۲ – درگذشته ۱۴ اوت ۱۹۶۹) سیاست‌مدار اهل پرو بود. وی از ۸ دسامبر ۱۹۳۹ تا ۳ دسامبر ۱۹۴۴ نخست‌وزیر این کشور بود.